# Блур-стріт (Торонто)

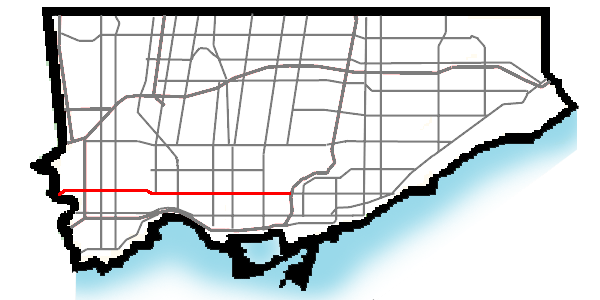
Блур Стріт у Торонто

Блур-стріт (англ. Bloor Street) — головна житлова та комерційна вулиця зі сходу на захід у Торонто, Онтаріо, Канада. Вулиця Блур пролягає від віадука Принца Едуарда, який охоплює долину річки Дон, на захід до Місісаги, де закінчується на Центральному парку.  Протяжність вулиці приблизно 25 кілометрів (16 миля). Вздовж вулиці проживають різноманітні етнічні громади Торонто. Вздовж вулиці також розташована відома у Торонто торгова вулиця Mink Mile .
Частина 2 лінії метро Bloor-Danforth проходить уздовж Bloor Street від Kipling Avenue до Don Valley Parkway, а потім продовжує рух на схід уздовж Danforth Avenue.

## Історія
Спочатку вулиця Блур була придумана як перша концесійна дорога на північ від базової вулиці на захід від Торонто (тоді Лот-стріт, тепер Квін-стріт). Блур стріт була відома під багатьма назвами, включаючи Толлгейт-роуд (оскільки перша платна дорога на Йонге на північ від Лот-стріт була побудована там у 1820 році), тоді Дорога св. Павла (за сусідньою церквою, збудована 1842 р.).  З 1844 по 1854 рік вона була відома як Сіденхем-роуд  на честь лорда Сіденхема, генерал-губернатора Канади в 1839–1841 роках.  Тоді вулиця отримала свою нинішню назву на честь Джозефа Блура, місцевого пивовара та спекулянта землею, який заснував село Йорквіль у 1830 році на північній стороні цієї вулиці та був одним із перших мешканців вулиці. 
Частини вулиці Блур біля Хай-парку не були забудовані ще на початку 20-го століття. Ділянки вздовж Хай-парку вимагали заповнення природніх глибоких долин у цьому районі. На східній кінцевій зупинці вулиця Блур закінчувалася на Шерборн-авеню в долині Роуздейл, там де колись стояв Шерборн-Блокхаус . Невелика пішохідна доріжка від Говард-стріт була єдиним способом дістатися до східного кінця долини, щоб рухатися далі вздовж Денфорт-авеню, доки віадук Принца Едуарда не був завершений у 1918 році 
Раніше вулиця закінчувалася в глухому куті на захід від шосе 27 (тепер шосе 427 ), але на початку 1960-х років була розширена на захід із розвитком мікрорайону Маркленд Вуд .   Починаючи з 1960-х збудована частина вулиці у Місісазі , хоча вулиця не була перекинута мостом через річку Етобіко (нинішня межа Місісаги та Торонто) до 1971 року 

## Опис маршруту

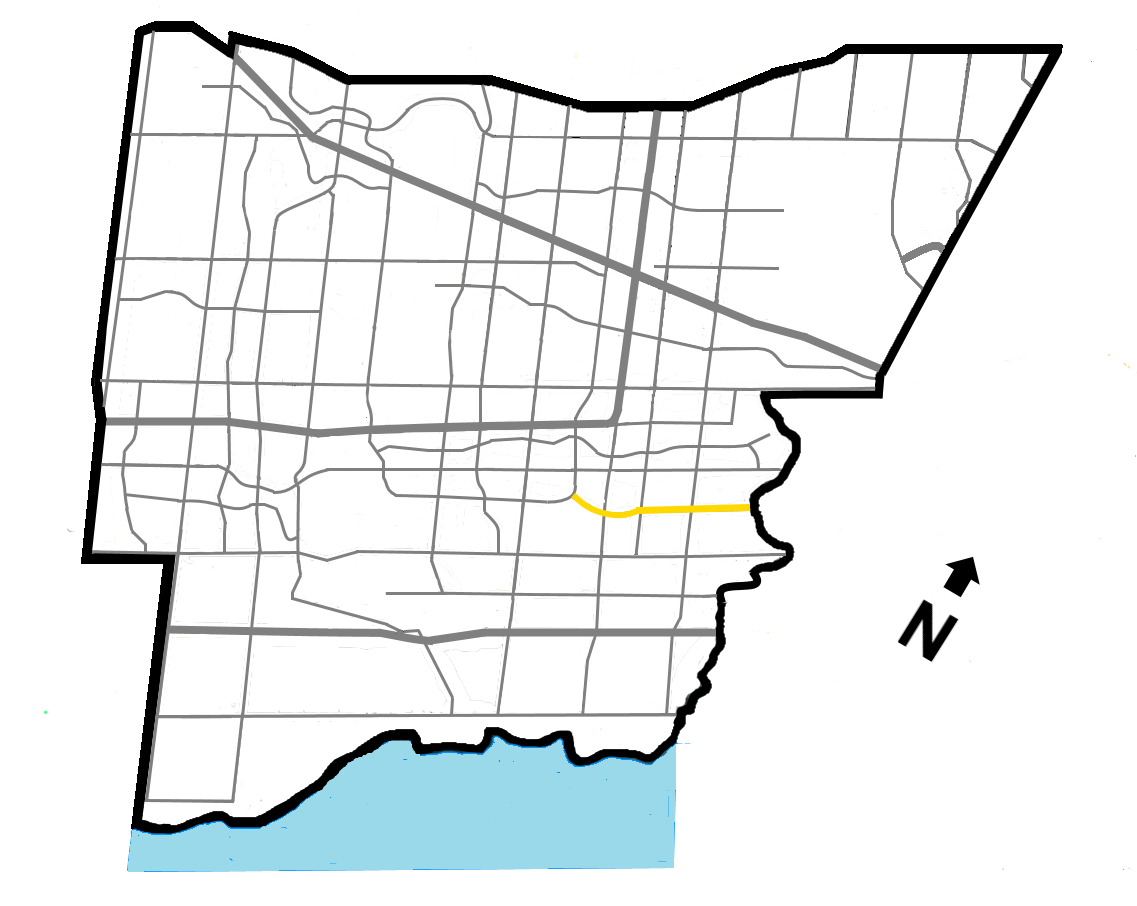
Блур Стріт в Місісазі

Вулиця Блур починається біля східного краю віадука Принца Едуарда, який перетинає глибоку і широку долину річки Дон . Вулиця продовжується до ущелини Роздейл, позначаючи південну межу заможного району Роздейл . Вулиця проходить на північ від великого житлового проекту Сент-Джеймс Таун, який тягнеться на захід до Шерборн-стріт . На заході проходить від Парламентської вулиці. На північній стороні Блура розташовані лісисті схили ущелини Роздейл. Між вулицями Шерборн і Черч розташовані великі офісні вежі, де переважно розташовані страхові компанії. Цей район довгий час був центром страхової індустрії Канади.

## Bloor West Village
Район, що складається з 8-ми кварталів і простягається вхдовж вулиці Блур. Історично тут жило багато українців і в околицях. Хоча після зростання цін на житло в цьому районі українців стало мешкати тут менше, але тут і досі роташовані КУІС (Канадсько-Українська Імміграційна Служба), Українська Кредитова Спілка, Кредитова Спілка Будучність. Також у вересні відбувається щорічний фестиваль української культури. Район відомий серед місцевих як маленьке село у великому місті, де розташовано понад 400 барів, ресторанів, магазинів і послуг, а також вирує жваве нічне життя. Тут також розташовані численні бізнеси, що належать канадцям українського походження.

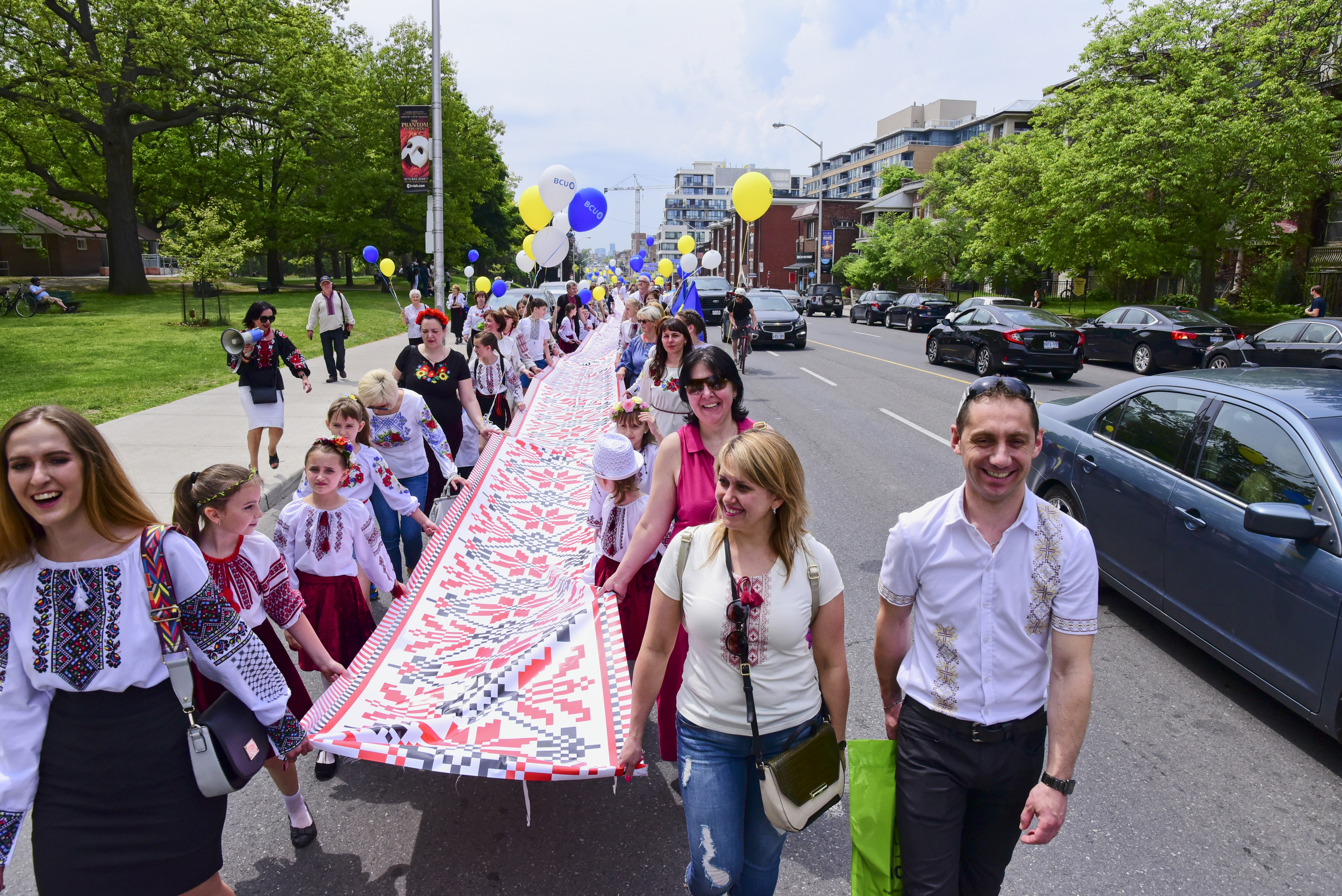
Парад вишиванок на Bloor Street West

## Шопінг
Ділянка Bloor Street поміж Yonge Street та Avenue Road у Йорквіллі називається Мінк-Майл і є найпрестижнішою торговою вулицею Торонто. 

## Галерея

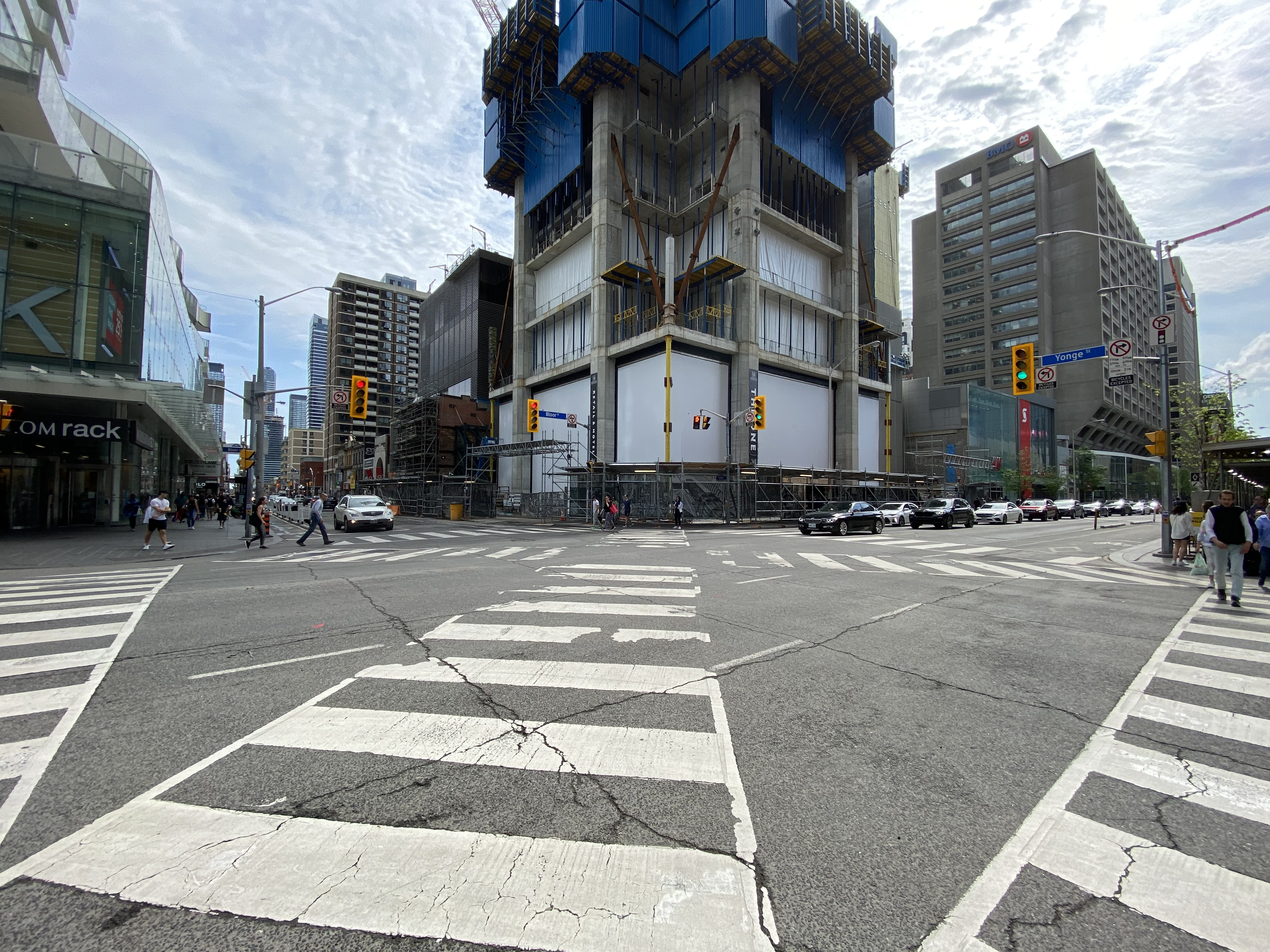
Перетин Yonge Street і Bloor Street, двох найвідоміших вулиць Торонто
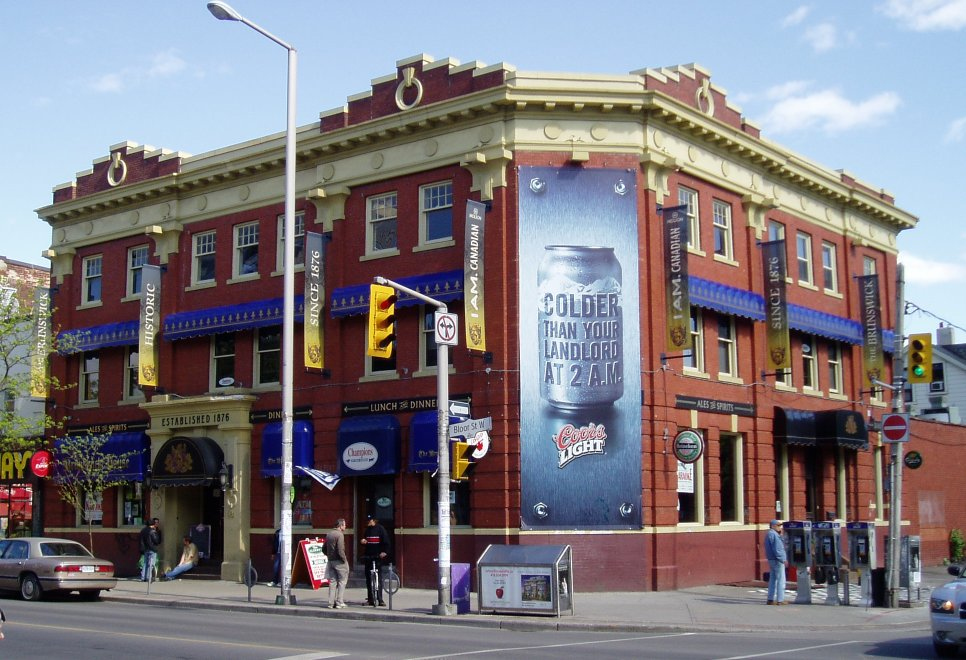
Брансвікський будинок
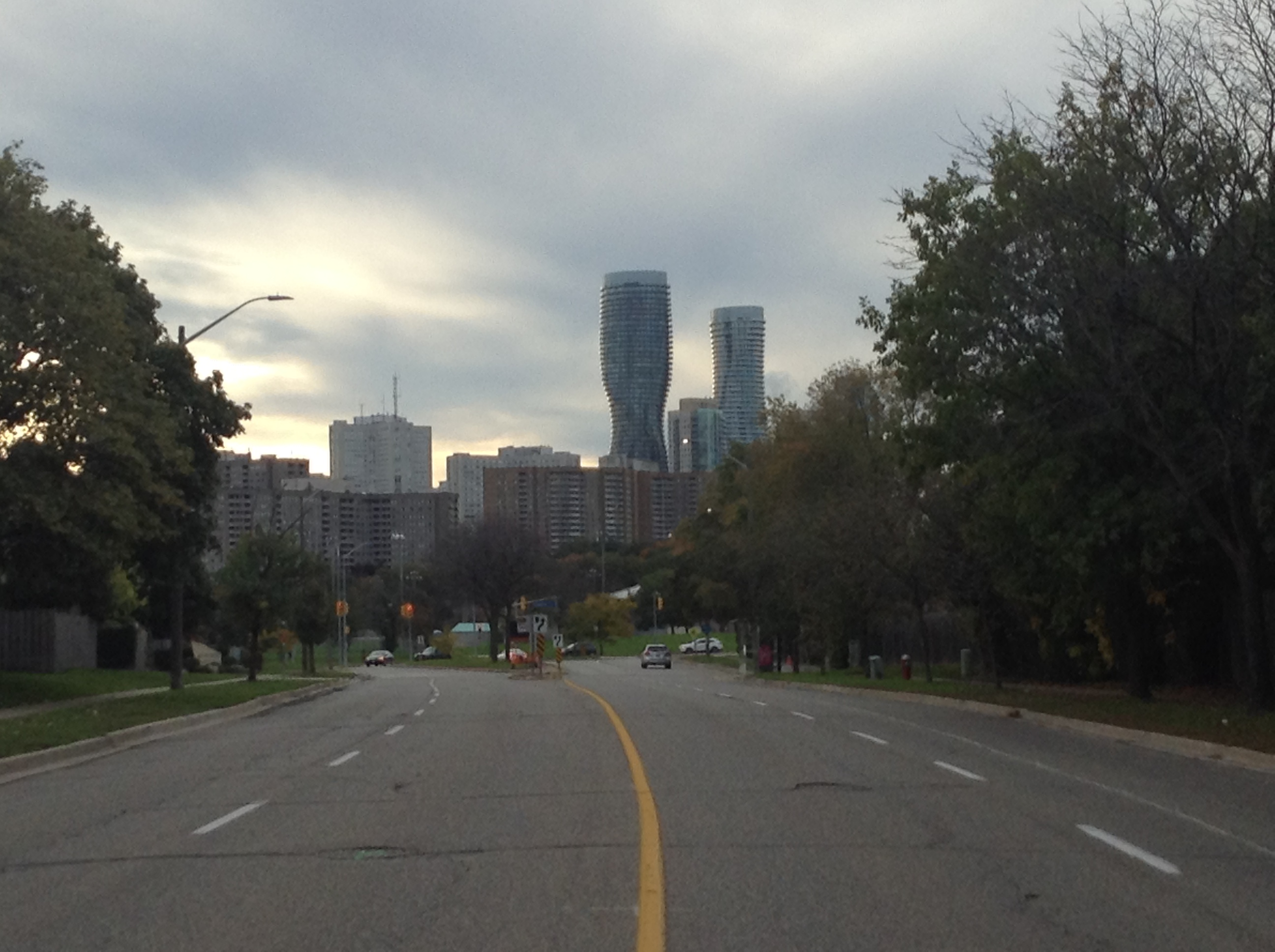
Вид на західну кінцеву зупинку на вулиці Блур із центром міста Місісаґа
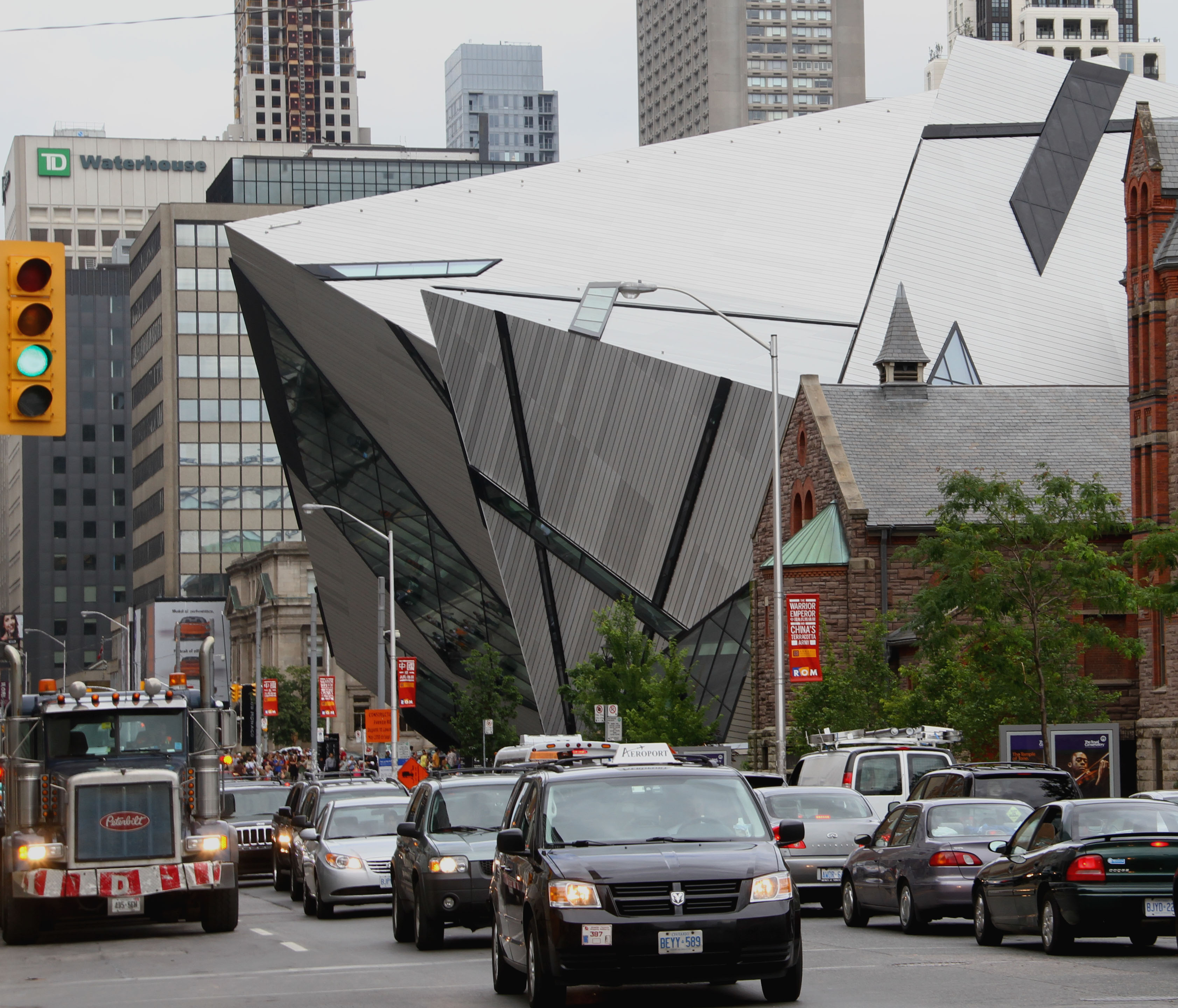
Bloor street в липні 2010-го
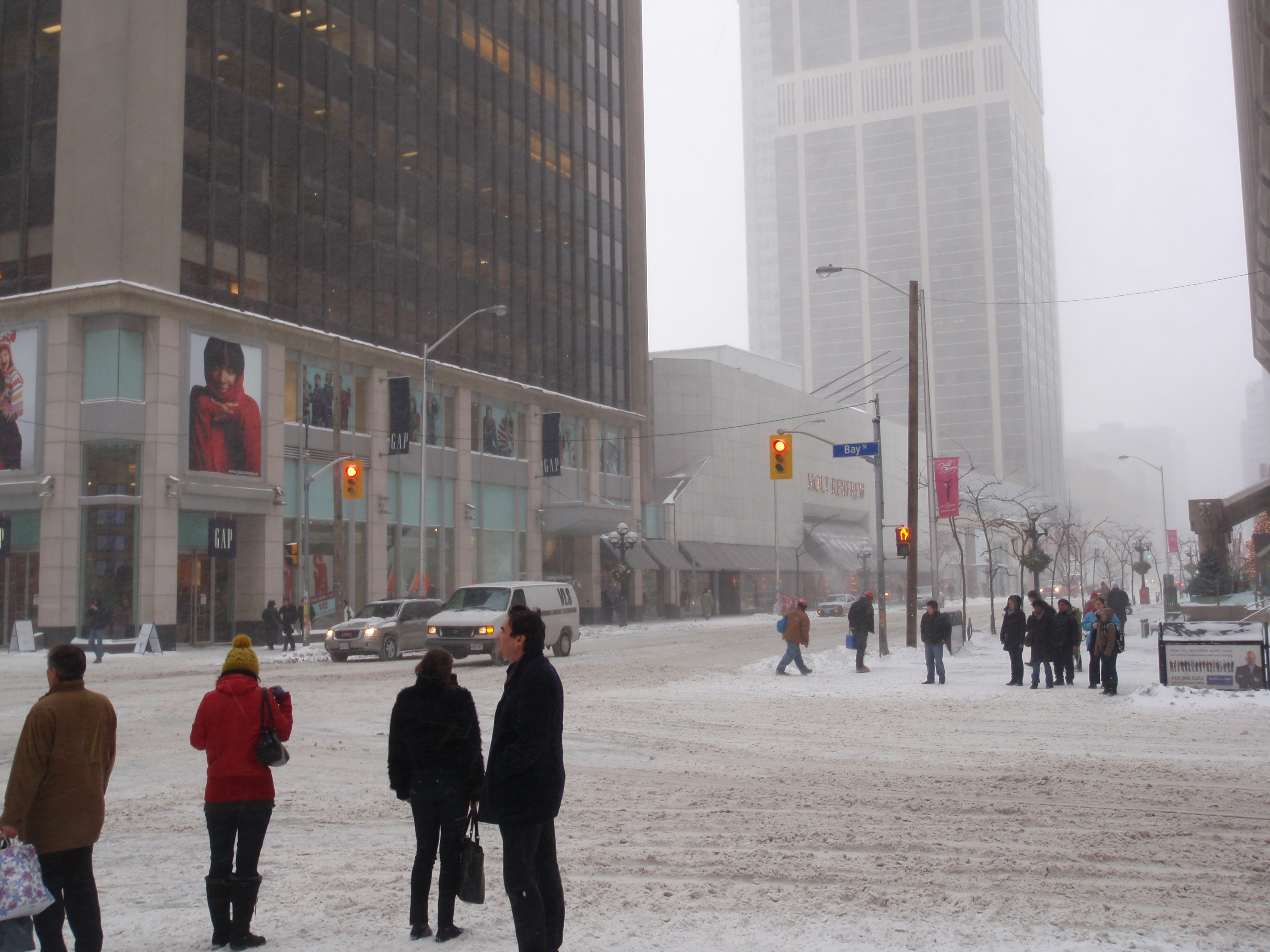
Перетин Bloor street та Bay street. Грудень 2008
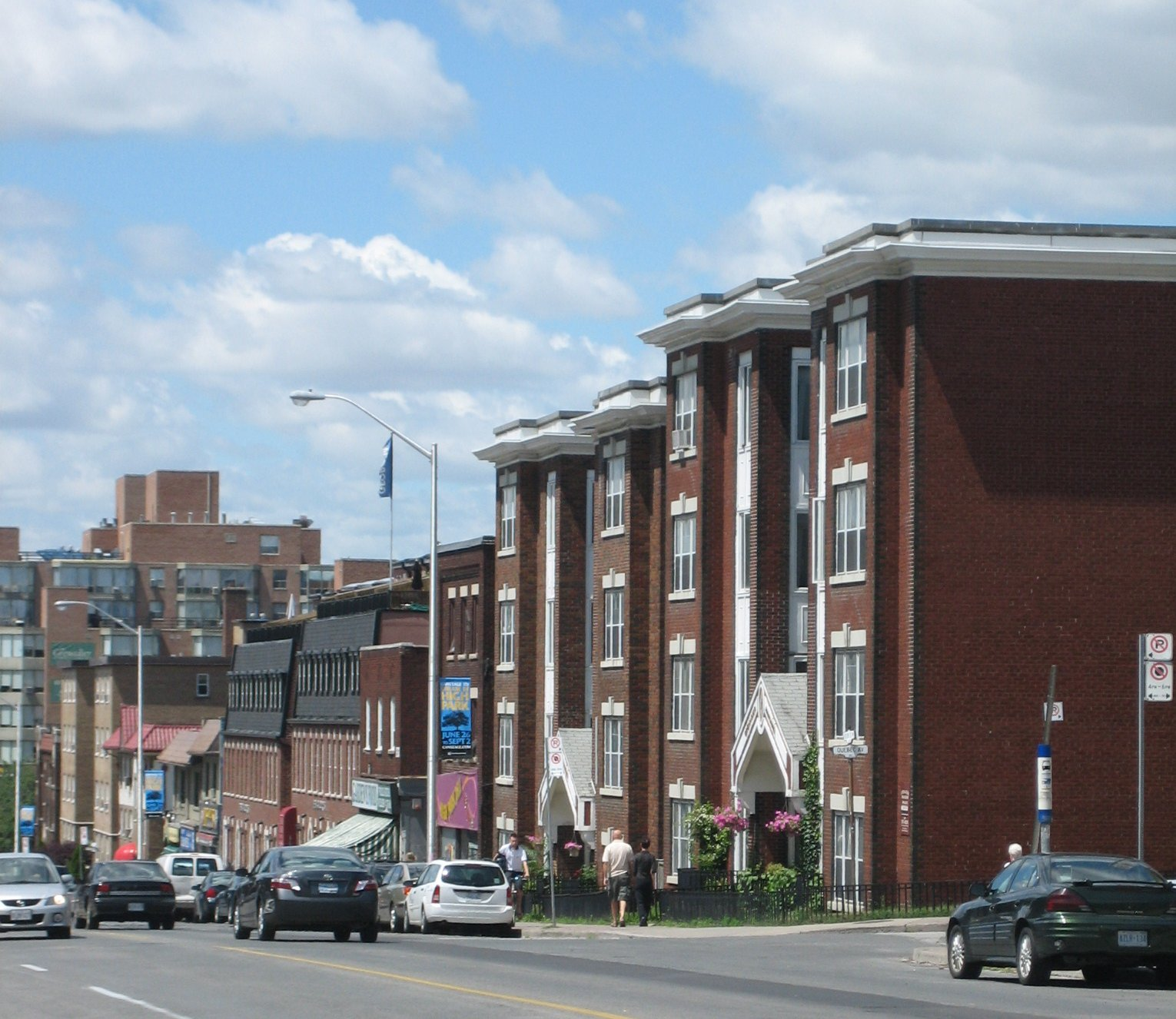
Поруч з Гай-Парком.